# Ronnie White
Ronald Anthony White (5 de abril de 1939 – 26 de agosto de 1995), también conocido como Ronnie White, fue un músico estadounidense, miembro fundador de The Miracles. White también es conocido por haber introducido a Stevie Wonder en la discográfica Motown Records así como por su faceta de compositor, creando numerosos éxitos tanto para su banda como para artistas como The Temptations, Marvin Gaye y Mary Wells. En 2012 fue incluido de forma póstuma en el Salón de la Fama del Rock and Roll junto al resto de miembros de The Miracles.

## Biografía
Nacido en Detroit, White entabló amistad desde niño con Smokey Robinson, con el que posteriormente formaría The Miracles. Ambos comenzaron a cantar juntos cuando White tenía doce años y Robinson once. Pronto se les unió un tercer chico, Pete Moore, y en 1955, el trío se transformó en quinteto con la incorporación de Bobby Rogers y su primo Emerson "Sonny" Rogers, bajo el nombre de The Matadors. Posteriormente cambiaron el nombre por The Miracles y Sonny fue reemplazado por su hermana Claudette Rogers.
El quinteto comenzó a trabajar con Berry Gordy tras una fallida audición con Brunswick Records y pronto comenzaron a cobrar fama. Durante sus inicios, White y Robinson interpretaron numerosas canciones como dúo, bajo el nombre de Ron & Bill. White ayudó a Robinson en la composición de numerosos éxitos de The Miracles con temas como "My Girl Has Gone" y "A Fork in the Road" así como de los exitosos sencillos de The Temptations,  "My Girl" y "Don't Look Back". También compuso "You Beat Me to the Punch" para Mary Wells y "One More Heartache" para Marvin Gaye. A lo largo de su carrera como compositor, White recibió varios galardones de la BMI. En 1961, White vio una actuación de un jovencísimo Stevie Wonder, de a penas once años, a quien recomendó para una audición con Berry Gordy, que inmediatamente lo fichó para Motown.
Smokey y Claudette Robinson, junto al guitarrista Marv Tarplin dejaron la banda 1972. A partir de ese momento el vocalista principal sería Billy Griffin. Con esta formación aun conseguirían dos número 1 para Motown, antes de dejar el sello para firmar en 1977 por Columbia Records. Finalmente el grupo se disolvió en 1978, tras el abandono de Pete Moore y de Billy Griffin, quien optó por continuar su carrera en solitario.
White y Bobby Rogers refundaron The Miracles en 1980 con Dave Finley y Carl Cotton, bajo el nombre de "The New Miracles". Esta formación duró hasta 1983, año en el que falleció de cáncer de mama la esposa de White, Earlyn Stephenson, hecho que dejó al músico sumido en una profunda depresión. En 1993 White y Rogers volvieron a reunir de nuevo al grupo en 1993. Ronnie White falleció de leucemia el 26 de agosto de 1995 a los 56 años de edad.

## Distinciones
En 1987, Smokey Robinson fue incluido en el Salón de la Fama del Rock and Roll Hall por su trayectoria en The Miracles y en solitario. Tanto White como el resto de los miembros de la banda, Bobby Rogers, Marv Tarplin, Pete Moore y Claudette Robinson, fueron excluidos del reconocimiento. Sin embargo, en 2012, una comisión especial de la fundación decidió incluir retrospectivamente a todos los miembros de The Miracles, en el Salón de la Fama.
El 20 de marzo de 2009, White fue también galardonado póstumamente con una estrella en el Paseo de la Fama de Hollywood, junto al resto de miembros de The Miracles. En 2005 fueron también incluidos en el Salón de la Fama del Rhythm and Blues.